# Fuksin
Fuksin (njem. Fuchsin, od Fuchsie: fuksija) je trifenilmetansko bojilo, u čvrstome stanju sjajne zelene boje, a kao vodena otopina snažno (intenzivno) je crvene boje. Fuksin je jedno od prvih katranskih bojila (anilinske boje) za tekstil (proizvodnja započela već 1859.), a danas zbog slabe postojanosti služi samo kao bojilo za papir te u mikroskopiji za bojenje bakterija.

## Organski obojeni pigmenti
Za razliku od anorganskih pigmenata, koji su poznati od davnine, organski su se pigmenti u posljednjih stotinjak godina veoma razvili, zahvaljujući velikim dostignućima kemije sintetskih materijala, te razvoju grafičke industrije i sve većoj upotrebi raznobojnog tiska. Organski su pigmenti, kao i bojila, obojene čvrste tvari, koje se prema svom sastavu ubrajaju u organske spojeve. Međutim, od bojila se bitno razlikuju po tome što su praktički netopljivi u mediju u kojemu se primjenjuju, pa se upotrebljavaju u obliku sitne suspenzije.
U usporedbi s anorganskim pigmentima, u organskim je pigmentima šira paleta boja i veći izbor prijelaznih nijansi, veća jakost i svjetloća boje, čišći ton, izdašniji su i veće gustoće. Organski pigmenti nisu toliko postojani na povišenim temperaturama, zbog topljivosti, iako slabe, neotporni su prema organskim otapalima, a osim toga, mnogo su skuplji od anorganskih pigmenata. Njihova je pokrivna moć slabija od moći pokrivanja anorganskih pigmenata, ali su stoga prozirni (transparentni), što je njihova posebna odlika, osobito cijenjena u tiskarstvu. To se ogleda i u pregledu njihove potrošnje: 45% organskih pigmenata troši se za pripravu tiskarskih boja, 36% za pigmentiranje sredstava za ličenje, 15% za bojenje sintetskih materijala, a ostatak od 4% u različite druge svrhe.
Za razlikovanje velikog mnoštva sintetskih organskih pigmenata od velike je pomoći njihova podjela prema oznakama navedenim u međunarodno priznatom indeksu (eng. Colour Index). Oznaka se za svaki pojedini pigment sastoji od slova i brojaka, a opisuje vrstu tvari, boju, redni broj i pripadnost nekoj od grupa kemijskih spojeva. Tako na primjer, oznaka C.I. PR 177, 65 300 označuje da je to prema Colour Index (C.I.) pigment (P) crvene (R) boje, rednog broja 177, koji pripada grupi antrakinonskih (od 58 000 do 72 999) pigmenata.
Organski su pigmenti sintetski spojevi koji se prema svojoj kemijskoj strukturi mogu višestruko razvrstati. Obično se razlikuju dvije glavne grupe organskih pigmenata: azo pigmenti i ostali organski pigmenti. Iako je zajedničko strukturno svojstvo druge grupe što su to policiklički spojevi s kondenziranim prstenima, ta grupa organskih pigmenata obuhvaća vrlo različite organske spojeve, od kojih su najvažniji ftalocijanini, dioksazini i karbonilni policiklički spojevi.

## Slike
|                        |                           |                                                     |
| Fuksin kao kruta tvar. | Fuksin u vodenoj otopini. | Fuksin je osnova također za stvaranje boje magenta. |

## Vanjske poveznice
|  | Zajednički poslužitelj ima još gradiva o temi Fuksin |